# Квинт Аппулей Панса
Квинт Аппулей Панса (лат. Quintus Appuleius Pansa; IV—III века до н. э.) — римский политический деятель из плебейского рода Аппулеев, консул 300 года до н. э. Первым из своего рода занял консульскую должность. Его коллегой был патриций Марк Валерий Корв.
Квинт Аппулей вёл войну в Умбрии, где осадил город Неквин (современный Нарни), но взять его не смог.